# Рукавина, Йосип
Йо́сип Рука́вина (род. 29 октября 1942) — югославский и хорватский шахматист, международный мастер (1972).
Чемпион Хорватии (1970). Лучшие результаты в чемпионатах Югославии: 1972 — 2-3 место (с. Л. Любоевичем), 1974 — 2 место, 1985 — 5 место. Участник межзонального турнира в Ленинграде (1973) — 15 место. В составе сборной Югославии участник 20-й Олимпиады (1972) в Скопье. 
Лучшие результаты в других международных соревнованиях: Вировитица (1975 и 1979) — 1-2 и 3 место; Опатия (1984) — 2-3 место; Скопье (1984) — 3-6 место; Никея (1985) — 2-4 место; Вршац (1985) — 5-6 место; Врнячка-Баня (1986) — 3-4 место; Пукачево (зональный турнир ФИДЕ, 1987) — 6-8 место.

## Спортивные достижения
| Год | Город | Турнир | + | − | = | Результат | Место |
| --- | ----- | ------ | - | - | - | --------- | ----- |
|     |       |        |   |   |   | из        |       |

## Изменения рейтинга
| Графики недоступны из-за технических проблем. См. информацию на Фабрикаторе и на mediawiki.org. |